# شنشي كيه جيه-2000
طائرة شنشي KJ-2000 ( (بالصينية: 空警-2000; البينيين: Kōngjǐng Liǎngqiān; بالترجمة الحرفية 'Airwarning-2000') هي طائرة صينية من الجيل الثاني للإنذار المبكر والتحكم المحمول جواً (AEWC) طورتها شركة شنشى للطائرات ، وهي أول نظام إنذار مبكر وتحكم AEWC في الخدمة لدى القوات الجوية لجيش التحرير الشعبي. تم بناؤه على هيكل طائرة روسية معدلة من طراز إليوشن Il-76 باستخدام إلكترونيات الطيران المصممة محليًا وقبة رادار ثابتة تتميز بثلاثة رادارات نشطة ذات مسح إلكتروني نشط (AESA) تغطي كُل منها قطاعًا بزاوية 120 درجة،  على عكس القبة الرادارية الدوارة على طائرة E-3 Sentry المماثلة التي تخدم القوات الجوية للولايات المتحدة.

## مراجع

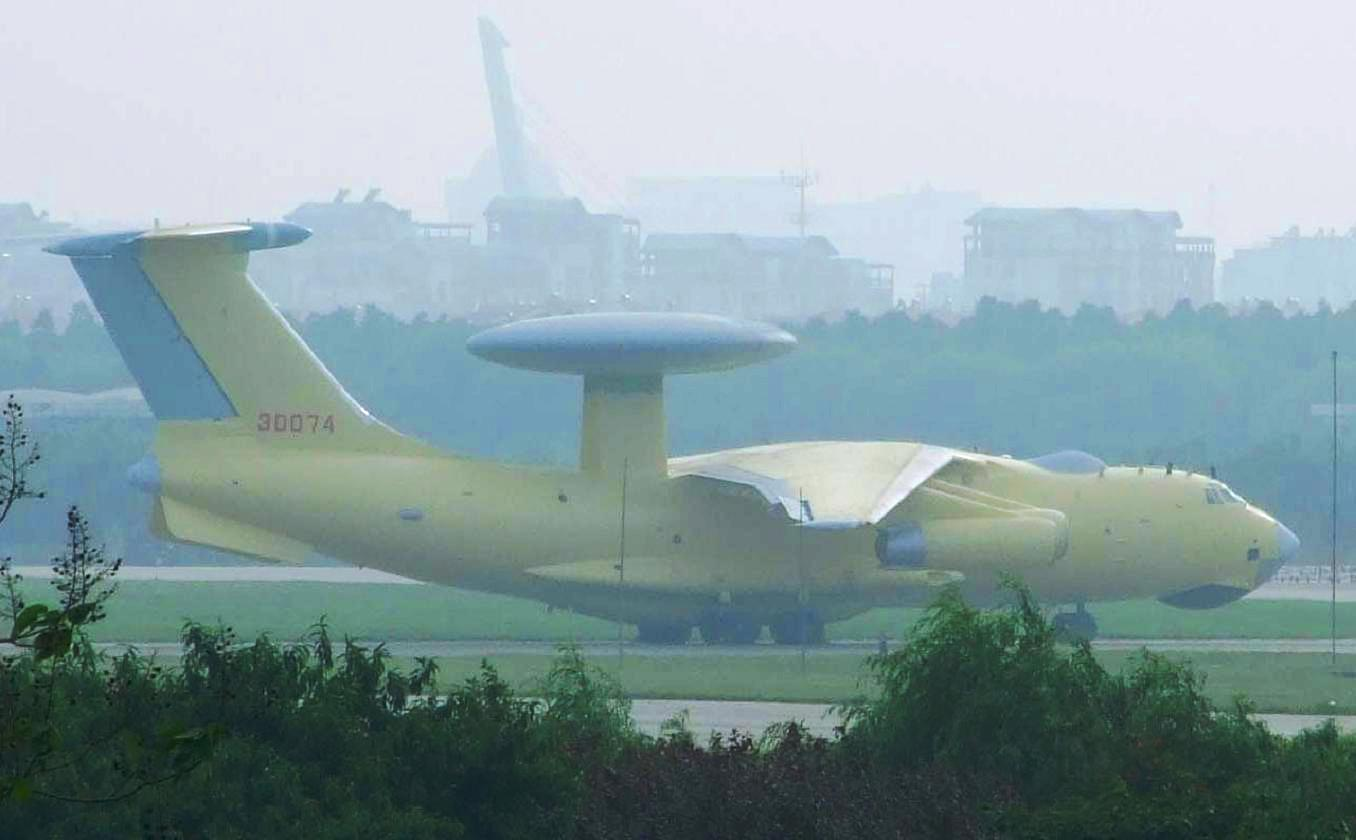
KJ-2000 في عام 2008م.